# Lövstalund

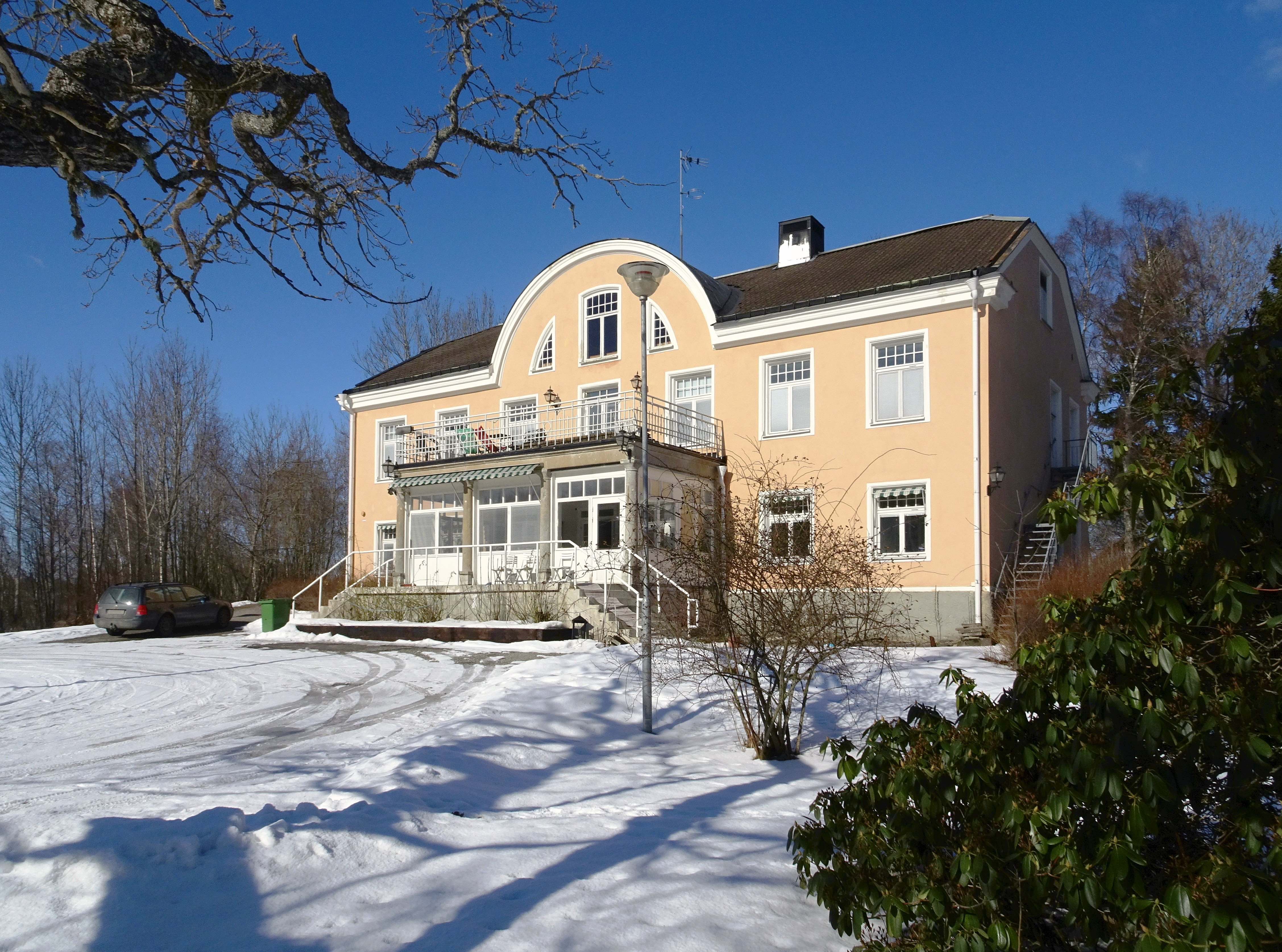
Lövstalund i mars 2018.

Lövstalund är en herrgård i Grödinge socken i nuvarande Botkyrka kommun. Lövstalund var under nära 60 år ett landstingsägt behandlingshem. Sedan år 2011 drivs ett vandrarhem i huvudbyggnaden och annexet. Söder om gården sträcker sig Sörmlandsleden.

## Historik

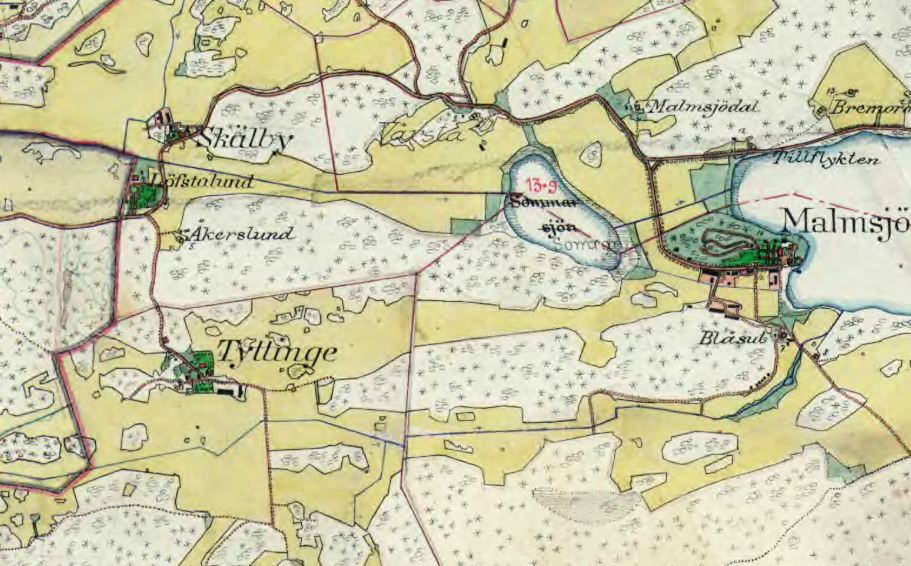
Malmsjö, Skälby och Löfstalund, 1900.

Trakten kring Skälby och Lövstalund bär talrika spår efter mänsklig bosättning sedan järnåldern. Norr om gården, på nuvarande Grödinge golfbana, finns flera gravfält och boplatsområden. Strax norr om Lövstalunds huvudbyggnad står Skälbystenen från vikingatiden. Här gick den gamla häradsvägen mellan Södertälje och Tumba (dagens länsväg 225 som numera har en rakare sträckning). Inte långt därifrån märks en äldre stenvalvsbro där gamla häradsvägen ledde över Skälbyån.
Lövstalund lydde ursprungligen under egendomen Malmsjö vars bevarade huvudbyggnad ligger cirka två kilometer öster om Lövstalunds herrgård. 1906 avsöndrades egendomen Lövstalund No 2 från Malmsjö, Vårsta och Skälby omfattande 2,6 hektar land samt bebyggelse. Stället såldes samma år för 13 000 kronor till apotekaren Viktor Undén (1844-1923) från Karlstad. Han var far till Torsten och Östen Undén. Den senare var professor i juridik och Sveriges utrikesminister 1924–1926 samt 1945–1962 och vistades ibland om somrarna på Lövstalund. Victor Undén ägde gården fram till sin död 1923.

## Behandlingshem
Lövstalunds huvudbyggnad uppfördes troligen kring sekelskiftet 1900. Det rör sig om ett putsat stenhus i två våningar samt källare och vind under ett brutet och valmat sadeltak. 1947 förvärvades Lövstalund av Stockholms läns landsting som inrättade ett behandlingshem i byggnaden. På 1950-talet tillkom en bostadslänga (annexet) öster om huvudbyggnaden. Moa Martinson bodde sina sista dagar på Lövstalund innan hon avled här i augusti 1964.
I början av 1990-talet lät landstinget renovera byggnaden, därefter behandlades bland annat avgiftade narkomaner. På hemmet bodde åtta patienter i egna rum. Det fanns även två utslussningslägenheter i annexet. 1994 rapporterade Dagens Nyheter att hemmet skulle stängas och om oron bland hemmets boende inför en oviss framtid. Men det dröjde till 2008 innan verksamheten avvecklades och därefter stod huset tomt. Nuvarande ägare tog över i december 2010 och öppnade året därpå vandrarhemmet ”Lövstalund Bed & Breakfast”.

## Bilder

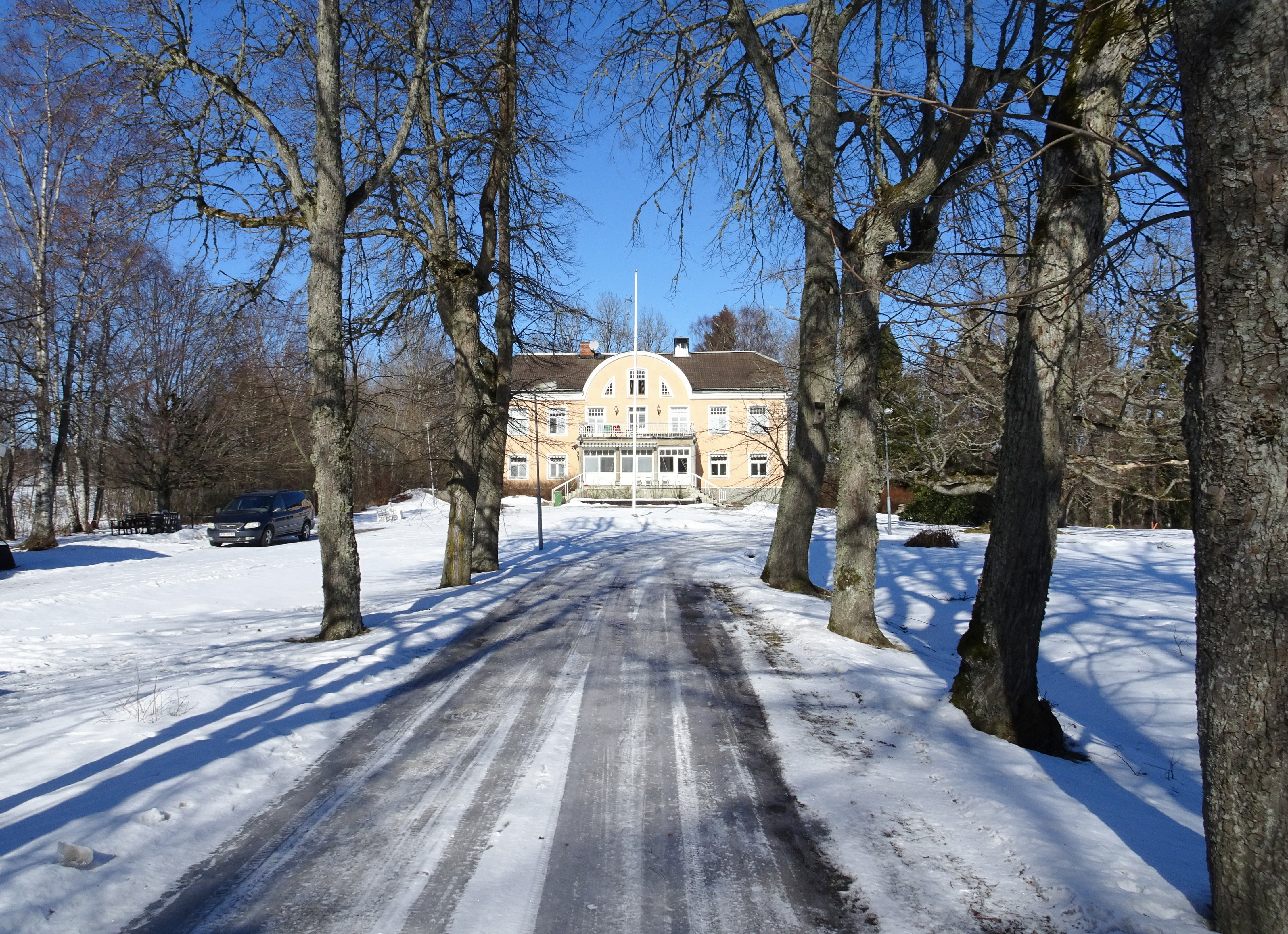
Allén fram till herrgården.
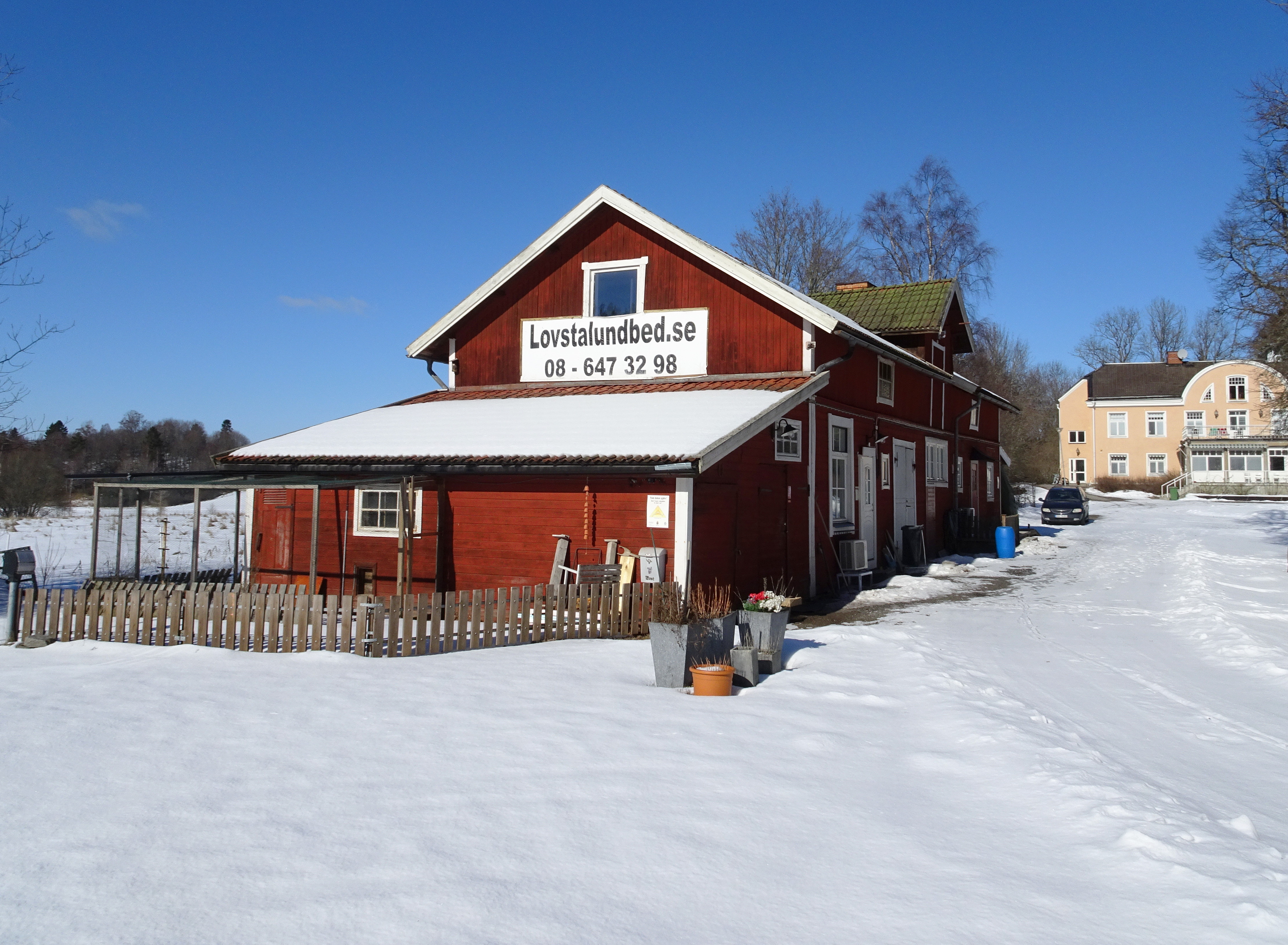
Den gamla ladan.
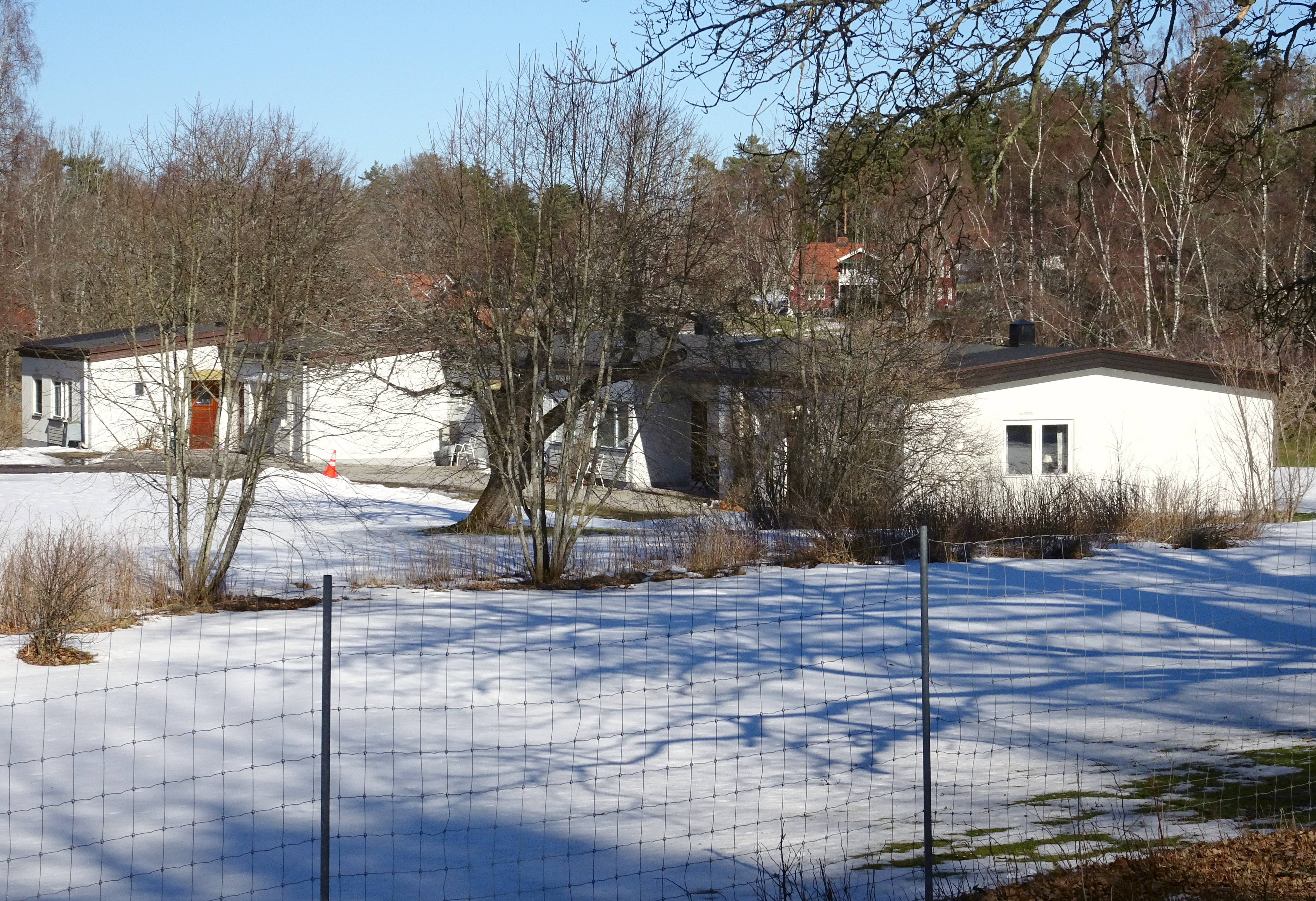
Annexet från 1950-talet
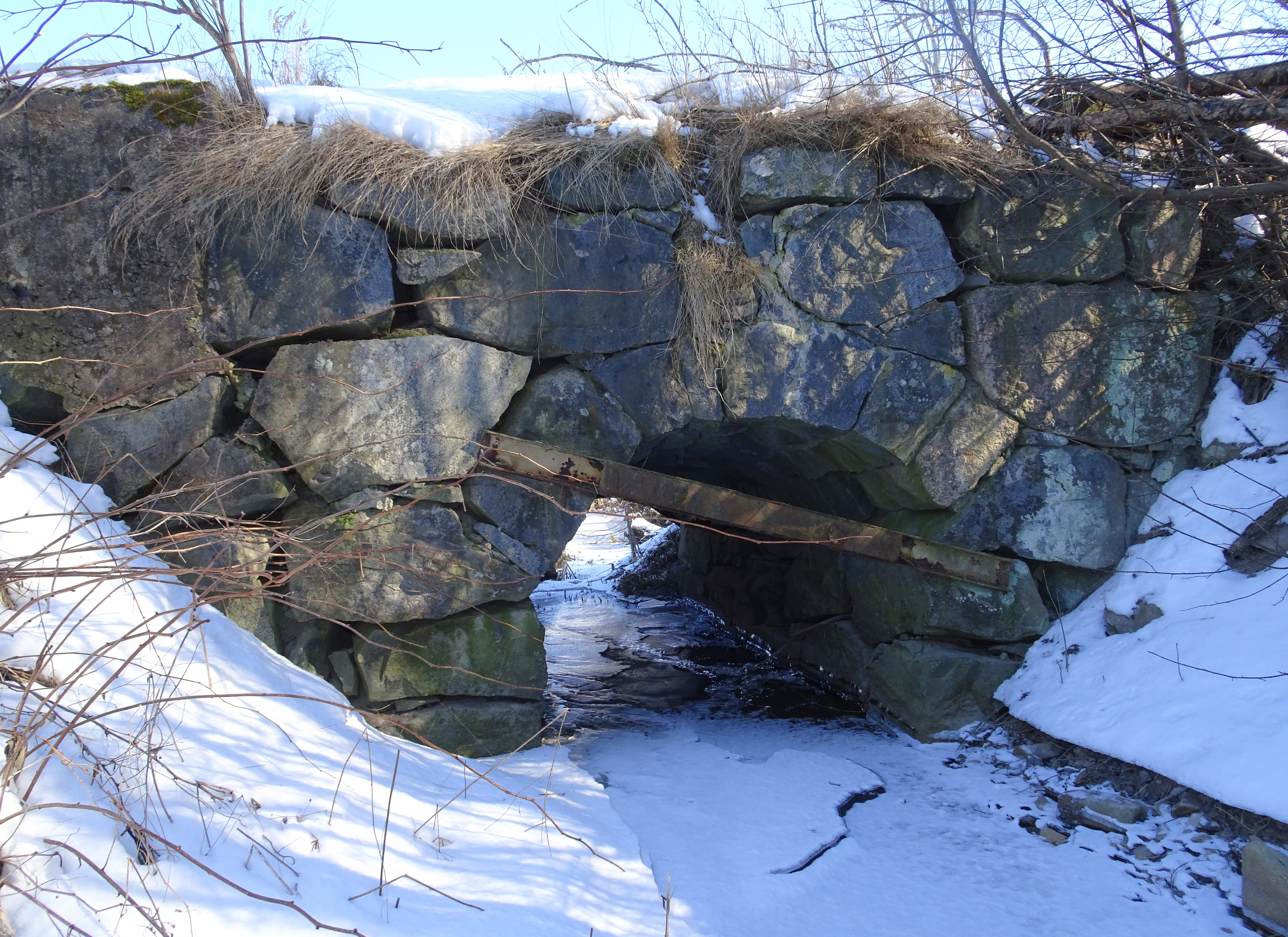
Stenvalvsbron över Skälbyån.
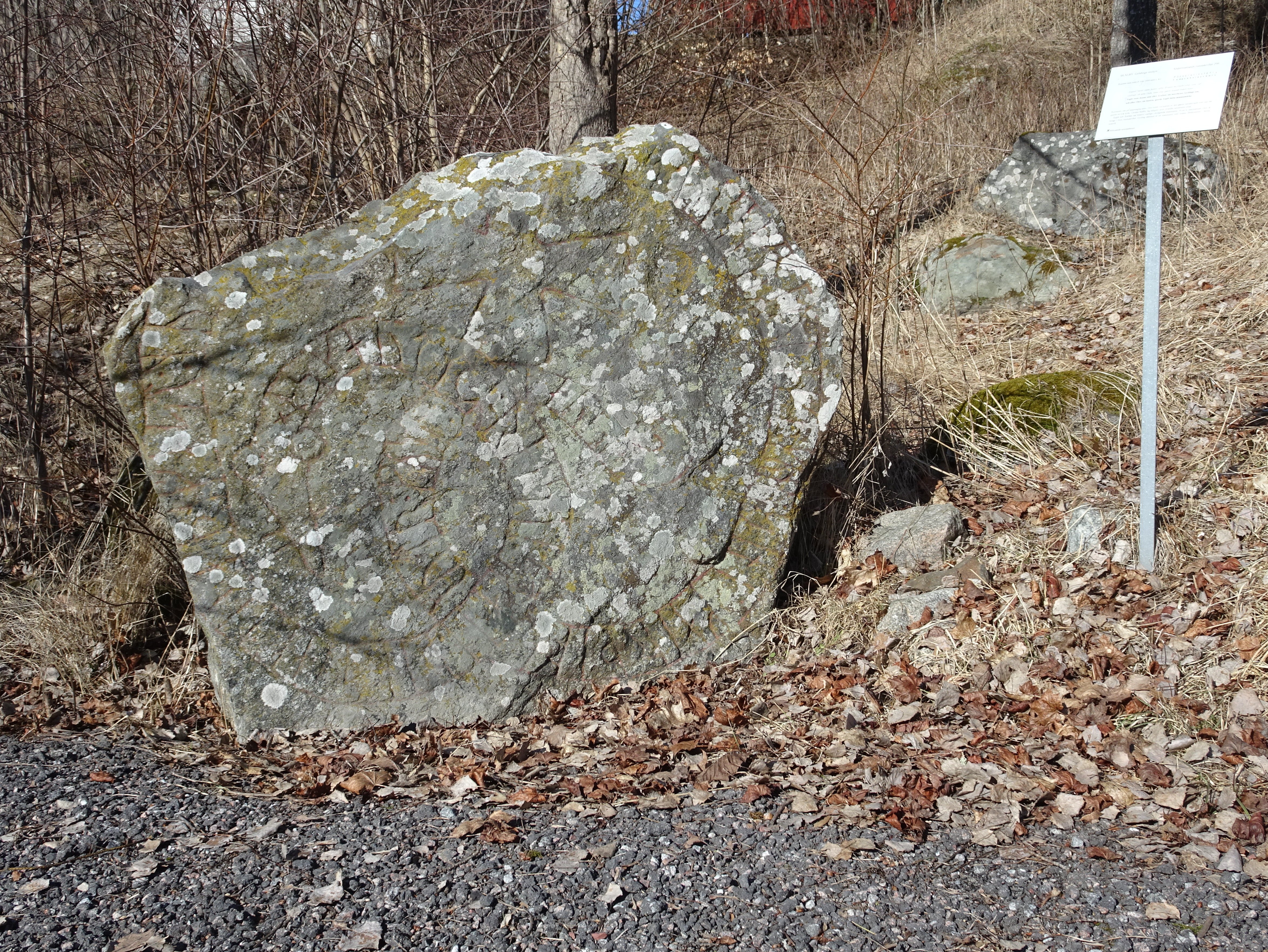
Runstenen Sö 296 vid Skälby/Lövstalund.